# Crinia signifera
Crinia signifera is een kikker uit de familie Australische fluitkikkers (Myobatrachidae). De wetenschappelijke naam van de soort werd in 1853 gepubliceerd door Charles Frédéric Girard. Oorspronkelijk werd de wetenschappelijke naam Crinia (Ranidella) signifera gebruikt.
De kikker komt voor in delen van Australië en leeft in de deelgebieden Queensland tot New South Wales, Zuid-Australië en Tasmanië.

## Synoniemen
- Camariolius varius Peters, 1863
- Pterophrynus verrucosus Lütken, 1863[4]
- Cystignathus sydneyensis Keferstein, 1867
- Camariolius pictus Cope, 1867
- Crinia stictiventris Cope, 1867
- Crinia signifera englishi Parker, 1940
- Crinia signifera montana Parker, 1940
- Crinia affinis halmaturina Condon, 1941